# Wolfgang Weber (General)
Wolfgang Weber (* 4. September 1929 in Dresden; † 21. Dezember 2007 in Strausberg) war ein Generalmajor  (d.R.) der Nationalen Volksarmee der Deutschen Demokratischen Republik.

## Leben und Werdegang
Weber erlernte von 1945 bis 1948 den Beruf eines Maschinenschlossers. Im Jahr 1946 wurde er Mitglied der KPD/SED. Von 1948 bis 1949 war er Sachbearbeiter bei der Kriminalpolizei, von 1949 bis 1950 Kursant in Torgau, dann von 1950 bis 1952 Stellv. Kommandeur für Politarbeit bzw. Parteisekretär in den VP-Dienststellen Pirna und Großenhain. Von 1953 bis 1955 war er erst Instrukteur, dann Vorsitzender der Parteikontrollkommission (PKK) der SED in der Verwaltung der Aeroclubs in Cottbus, der Vorläuferorganisation des Kommandos LSK/LV. 1955/1956 studierte er an der Militärpolitischen "Lenin-Akademie" der UdSSR in Moskau.

## Dienst in der NVA
Nach Bildung der NVA war er von 1956 bis 1960 Untersuchungsoffizier für Parteiverfahren bei der PKK im Kommando LSK/LV. Wegen seiner unnachgiebigen Haltung in sogenannten „SED Parteiordnungsverfahren“, insbesondere aber bei der Verfolgung von Verstößen gegen das Statut der SED und „Parteiinstruktionen“, erhielt er in Kameradenkreisen hinter vorgehaltener Hand den Beinamen „graue Eminenz“.
1960 wurde er zum Vorsitzenden der PKK der 3. Luftverteidigungsdivision gewählt und hatte diese herausgehobene Parteifunktion bis 1961 inne. Von 1961 bis 1962 war er Vorsitzender der PKK Sonderobjekte der LSK/LV, schließlich von 1962 bis 1986 als Vorsitzender der PKK der Politischen Verwaltung im Kommando LSK/LV, zuletzt als Oberst.
Am 31. Mai 1986 beendete er den Dienst in der NVA mit der Versetzung in den Ruhestand, war aber dann noch bis 1989 als Mitglied der Zentralen Parteikontrollkommission (ZPKK) der SED tätig. Am 7. Oktober 1986 erfolgte seine Ernennung zum Generalmajor d.R.

## Auszeichnungen
- Vaterländischer Verdienstorden in Silber
- Kampforden „Für Verdienste um Volk und Vaterland“ in Gold
- Verdienstmedaille der DDR
- Verdienstmedaille der Nationalen Volksarmee in Gold